# Abyssal (groupe)
Abyssal est un groupe de doom metal mexicain originaire de Tijuana, Baja California, formé en 2009 et composé du guitariste et chanteur Fernando Ruiz, de la bassiste Luna, et du batteur Angel. 
Le groupe a sorti cinq albums studio, un split et une compilation au cours de dix années de carrière.
Tous les albums du groupe sont constitués d’une piste dont la durée est progressivement devenue de plus en plus longue au fil des sorties, allant de 18 à 45 minutes.
Leur cinquième album studio Misanthrope est sorti le 31 octobre 2018.
Nene (basse), Melenas (batterie), Eddy (batterie) et Nemesis (guitare) sont d'anciens membres du groupe.

## Discographie

### Albums
- 2009 : Blindness
- 2010 : Landscapes
- 2014 : Ad Noctum
- 2015 : Anchored
- 2018 : Misanthrope

### Splits
- 2011 : Axidance / Rivers Run Dry / Doomsday / Abyssal (avec Axidance, Rivers Run Dry et Doomsday)

### Compilations
- 2018 : MMVIII–MMXIV